# Ferdinand de Lannoy

Familienwappen Lannoy

Ferdinand de Lannoy, Heer van Laroche, (auch Ferdinand van Lannoy oder Fernando de Lannoy; * 1520 in Steenokkerzeel, Herzogtum Brabant; † 1579 Visenay, bei Dole, Freigrafschaft Burgund) war ein flämischer Adeliger, Militär in Diensten der spanischen Habsburger und Kartograph. Er war (1573 bis) 1574 kurzzeitig Statthalter von Holland, Seeland und Utrecht in den spanischen Niederlanden, anschließend Statthalter der Grafschaft Artois.

## Leben
Ferdinand de Lannoy stammt aus dem flämischen Adelsgeschlecht Lannoy. Sein Vater Charles de Lannoy war kaiserlicher General, Vertrauter von Karl V. und Vizekönig von Neapel. Ferdinand wurde von Karl V. und später von König Philipp II. von Spanien als Condottiere (Söldnerführer) beschäftigt. 1535 nahm er am spanischen Tunisfeldzug teil. Der spanische König belehnte ihn mit dem neugeschaffenen Herzogtum Bojano in Süditalien. 1552 war er Stellvertreter von Wilhelm I. von Oranien. Von 1557 bis 1559 diente er als Gouverneur der Festungsstadt Gray in der Freigrafschaft Burgund. 1568 wurde er zum Landvogt der Bailliage d’Amont ernannt.
Lannoy schuf 1563 eine Landkarte der Freigrafschaft Burgund, die der Antwerpener Kupferstecher Hieronymus Cock 1566 für den Druck vorbereitete. Der Herzog von Alba, Generalgouverneur der Spanischen Niederlande, verhinderte jedoch die Veröffentlichung und ließ die Druckplatten zerstören, aufgrund der militärstrategischen Bedeutung der darin dargestellten geographischen Kenntnisse. Ein Exemplar der Karte gelangte jedoch zu Abraham Ortelius, der sie in Lannoys Todesjahr in seinen Atlas aufnahm.
Beim Ausbruch der Revolte des niederländischen Adels (1568) wählte Ferdinand de Lannoy die spanische Seite. Im Mai 1571 wurde er zum Statthalter (Gouverneur) der Grafschaft Artois bestimmt. Nach der Gefangennahme des Statthalters Maximilien de Hénin-Liétard durch die aufständischen Geusen 1573 und der tödlichen Verwundung Philippe de Noircarmes’ ernannte der Generalgouverneur der spanischen Niederlande Luis de Zúñiga y Requesens Ferdinand de Lannoy zum Statthalter von Holland, Seeland und Utrecht. Aus Sicht der Spanier war er jedoch „zu gutmütig und nachsichtig für ein so wichtiges Amt“. Holland war größtenteils in der Hand der Rebellen, sodass er sich zumeist in Utrecht aufhielt. Dort geriet er in Konflikt mit dem spanischen General Francisco de Valdez, dessen Truppen er nicht in die Stadt ließ, um die Bürger nicht unter Requisitionen leiden zu lassen. Seine Verhandlungen zur Rückkehr der Stadt Leiden unter königliche Herrschaft scheiterten im September 1574. Kurz darauf legte er die Statthalterschaft von Holland nieder und wurde von Gilles de Berlaymont abgelöst. Anschließend war Lannoy erneut Statthalter von Artois.
Lannoy war in zweiter Ehe mit Marguerite Perrenot de Granvelle verheiratet und dadurch Schwager des Kardinals Antoine Perrenot de Granvelle, mit dem er auch befreundet war und der ihn protegierte. Er starb in seinem Schloss Visenay (bei Dole) in der Freigrafschaft Burgund und wurde in der Dominikanerkirche von Poligny bestattet.